# Stabilimento Stellantis di Saragozza
Lo stabilimento Stellantis di Saragozza è una fabbrica che produce automobili a Figueruelas nella provincia di Saragozza, attualmente gestita da Stellantis.

## Storia
Dopo l'approvazione del progetto per la produzione di una piccola automobile, General Motors firmò un accordo con il governo spagnolo per la costruzione di uno stabilimento di assemblaggio destinato alla produzione della nuova Corsa in Spagna. La scelta fu motivata anche da ragioni di marketing: in quel periodo, infatti, la quota di mercato delle auto di piccola cilindrata in Germania era solo del 12%, mentre in Spagna e in Italia raggiungeva il 44%, e in Francia il 34%. La sede scelta per lo stabilimento fu Figueruelas, vicino a Saragozza, situata tra il fiume Ebro e il canale di Castiglia.
La costruzione del nuovo impianto portò alla creazione di 8.200 nuovi posti di lavoro. Considerando che il tasso di disoccupazione nella regione si aggirava intorno al 15%, l’entusiasmo fu enorme: ben 80.000 persone presentarono la propria candidatura.
Nel marzo del 1980 si diede il via ai lavori, con la cerimonia di posa della prima pietra e nel maggio dello stesso anno furono gettate le fondamenta del reparto presse, che occupava una superficie totale di 50.000 m². Il costo totale dell’opera fu di 1,5 miliardi di euro.
Il 30 agosto 1982 ebbe inizio la produzione. Nel corso degli anni, la fabbrica ha continuato a produrre una varietà di modelli Opel, ma il modello Corsa è sempre stato il protagonista.
Nel 2023 l'impianto ha superato 15 milioni di vetture prodotte da quando è stato inaugurato.
Nel dicembre 2024 Stellantis e CATL hanno firmato un accordo di joint venture per investire fino a 4,1 miliardi di euro per la realizzazione di un impianto  di batterie al litio-ferro-fosfato (LFP) presso il sito Stellantis di Saragozza.

## Automobili prodotte

### Auto in produzione
| Foto | Marca    | Modello     | Inizio produzione |
| ---- | -------- | ----------- | ----------------- |
|      | Opel     | Corsa F     | 2019              |
|      | Vauxhall | Corsa F     | 2019              |
|      | Peugeot  | 208         | 2023              |
|      | Lancia   | Ypsilon III | 2024              |

### Auto fuori produzione
| Foto | Marca    | Modello     | Inizio produzione | Fine produzione |
| ---- | -------- | ----------- | ----------------- | --------------- |
|      | Opel     | Corsa A     | 1982              | 1993            |
|      | Vauxhall | Nova        | 1983              | 1993            |
|      | Opel     | Kadett E    | 1984              | 1993            |
|      | Vauxhall | Belmont     | 1986              | 1991            |
|      | Opel     | Corsa B     | 1993              | 2000            |
|      | Vauxhall | Corsa B     | 1993              | 2000            |
|      | Opel     | Tigra       | 1994              | 2000            |
|      | Vauxhall | Tigra       | 1994              | 2000            |
|      | Opel     | Corsa C     | 2000              | 2006            |
|      | Vauxhall | Corsa C     | 2000              | 2006            |
|      | Opel     | Meriva A    | 2003              | 2010            |
|      | Vauxhall | Meriva A    | 2003              | 2010            |
|      | Opel     | Corsa D     | 2006              | 2015            |
|      | Vauxhall | Corsa D     | 2006              | 2015            |
|      | Opel     | Combo       | 2007              | 2011            |
|      | Vauxhall | Combo       | 2007              | 2011            |
|      | Opel     | Meriva B    | 2010              | 2017            |
|      | Vauxhall | Meriva B    | 2010              | 2017            |
|      | Opel     | Mokka A     | 2013              | 2019            |
|      | Vauxhall | Mokka A     | 2013              | 2019            |
|      | Opel     | Corsa E     | 2014              | 2019            |
|      | Vauxhall | Corsa E     | 2014              | 2019            |
|      | Citroën  | C3 Aircross | 2017              | 2024            |
|      | Opel     | Crossland   | 2017              | 2024            |
|      | Vauxhall | Crossland   | 2017              | 2024            |